# Миљан Мрдаковић
Миљан Мрдаковић (Ниш, 6. мај 1982 — Београд, 22. мај 2020) био је српски фудбалер. Играо је на позицији нападача.

## Клупска каријера
Почео је да тренира фудбал у Радничком из Ниша, да би убрзо прешао у млађе категорије Партизана. Као 16-годишњак, 1998. године, Мрдаковић је заједно са Гораном Ловреом прешао у белгијски Андерлехт. Није добио прилику да дебитује за први тим Андерлехта, већ је играо за резерве и млади тим, а током 2002. је био позајмљен и тадашњем белгијском прволигашу Аалсту.
У јесен 2002. године се вратио у Србију и потписао за ОФК Београд. У сезони 2002/03. је постигао 20 првенствених голова, а клуб је заузео треће место на табели Прве лиге СР Југославије. Након сезоне у ОФК Београду, враћа се у Белгију и потписује за Гент. Већ у априлу 2004. раскида уговор са Гентом, и враћа се у ОФК Београд. Током свог другог боравка у ОФК Београду, Мрдаковић је са клубом стигао до полуфинала Интертото купа 2004, где су елиминисани од Атлетико Мадрида.
Почетком 2005. одлази у аустријски Салцбург. Лета исте године прелази у Металист из Харкова. У украјинском клубу је провео нешто више од годину дана, да би у августу 2006. прешао у Макаби из Тел Авива. За израелски клуб је у свим такмичењима забележио укупно 36 наступа и постигао осам голова. Наредну 2007/08. сезону је провео у португалском прволигашу Виторији Гимараис. Постигао је шест голова на 27 првенствених утакмица, а клуб је заузео треће место на табели и тако изборио пласман у квалификације за Лигу шампиона.
Током 2008. године одлази у кинески Шандонг, код српског тренера Љубише Тумбаковића. Освојио је шампионску титулу са Шандонгом, уз осам постигнутих погодака.
У јулу 2009. се вратио у европски фудбал и потписао уговор са Аполоном из Лимасола. По доласку у клуб није успео да се избори за статус првотимца, па је након само једне одигране утакмице, током зимског прелазног рока, прослеђен на позајмицу у Етникос из Ахне. Одиграо је полусезону за Етникос, постигао осам голова на 14 утакмица, након чега се вратио у Аполон. Други боравак у Аполону је био далеко успешнији. Са 21 постигнутим голом у сезони 2011/12. био је најбољи стрелац кипарске Прве лиге.
У јуну 2011. потписује трогодишњи уговор са АЕК-ом из Ларнаке. Постигао је седам голова на 18 првенствених утакмица, након чега је у фебруару 2012. напустио клуб.
Почетком 2012. по други пут одлази у кинески фудбал, и потписује за суперлигаша Ђангсу. Забележио је само пет наступа за Ђангсу, уз један постигнут гол. Почетком 2013. се враћа на Кипар и потписује за Еносис Неон Паралимни. Лета исте године прелази у грчког суперлигаша Верију, где током првог дела сезоне 2013/14. постиже пет голова на 13 првенствених утакмица. Почетком 2014. одлази у Сингапур и потписује за Тампинес роверс, где током календарске 2014. постиже 25 голова. У фебруару 2015. се враћа у Грчку и потписује за Левадијакос, где је забележио само три наступа до краја сезоне.
У јуну 2015. се враћа у српски фудбал и потписује уговор са Војводином. Дебитовао је за новосадски клуб у 1. колу квалификација за Лигу Европе, на гостовању екипи МТК-а из Будимпеште (0:0). На реваншу који је одигран осам дана касније на Карађорђу, Војводина је славила 3:1, а Мрдаковић је постигао свој први гол за клуб. Још један гол за Војводину је постигао у наредном колу квалификација, када је у Новом Саду савладан Спартакс из Јурмале (3:0). Убрзо након тога је изгубио статус првотимца. Током јесењег дела сезоне 2015/16. у Суперлиги Србије, Мрдаковић је забележио шест првенствених наступа, углавном улазећи у игру са клупе. У децембру 2015. напушта Војводину и прелази у грчког друголигаша Агротикос Астерас, где током пролећа 2016. на пет утакмица постиже један гол.
У јулу 2016. потписује за београдски Рад, где није забележио ниједан наступ. У јануару 2017. по трећи пут постаје играч ОФК Београда, само што се овај пут клуб такмичио у другом рангу такмичења, Првој лиги Србије. Наступио је на пет утакмица, и постигао два гола, али је ОФК Београд на крају такмичарске 2016/17. испао у трећи ранг такмичења, Српску лигу Београд. Након завршетка ове сезоне, Мрдаковић је завршио играчку каријеру.

## Репрезентативна каријера
Мрдаковић је 2001. године наступао за репрезентацију СР Југославије на Европском првенству за играче до 18 година у Финској. Био је члан и младе репрезентације Србије и Црне Горе, али због сукоба са тадашњим селектором Владимиром Петровићем Пижоном није забележио пуно наступа.
У јулу 2008, селектор олимпијске репрезентације Србије Мирослав Ђукић је уврстио Мрдаковића на списак играча за Олимпијске игре 2008. у Пекингу. Мрдаковић је поред Владимира Стојковића и Александра Живковића био један од тројице играча старијих од 23 године, што је граница дозвољена за олимпијски тим. Наступио је на све три утакмице на олимпијском турниру (Аустралија, Обала Слоноваче и Аргентина), а постигао је и погодак на утакмици против афричке селекције, али је наша репрезентацију изгубила ту утакмицу (4:2).
У мају 2011. године, селектор сениорске репрезентације Србије Владимир Петровић Пижон је уврстио Мрдаковића на списак играча за пријатељске утакмице против Јужне Кореје и Аустралије. Мрдаковић се одазвао позиву, али се повредио на последњем тренингу пред пут у Јужну Кореју и Аустралију, па је тако пропустио прилику да дебитује за сениорску репрезентацију.